# 2014-es Formula–1 magyar nagydíj
A magyar nagydíj volt a 2014-es Formula–1 világbajnokság tizenegyedik futama, amelyet 2014. július 25. és július 27. között rendeztek meg a magyarországi Hungaroringen, Mogyoródon. Ez volt a 29. Formula–1-es futam Magyarországon.

## Szabadedzések

### Első szabadedzés
A magyar nagydíj első szabadedzését július 25-én, pénteken délelőtt tartották.
| helyezés | versenyző         | csapat/motor         | elért idő | különbség | futott kör |
| -------- | ----------------- | -------------------- | --------- | --------- | ---------- |
| 1        | Lewis Hamilton    | Mercedes             | 1:25,814  | −         | 27         |
| 2        | Nico Rosberg      | Mercedes             | 1:25,997  | +0,183    | 31         |
| 3        | Kimi Räikkönen    | Ferrari              | 1:26,421  | +0,607    | 29         |
| 4        | Fernando Alonso   | Ferrari              | 1:26,872  | +1,058    | 23         |
| 5        | Sebastian Vettel  | Red Bull-Renault     | 1:27,220  | +1,406    | 28         |
| 6        | Kevin Magnussen   | McLaren-Mercedes     | 1:27,357  | +1,543    | 28         |
| 7        | Jean-Éric Vergne  | Toro Rosso-Renault   | 1:27,683  | +1,869    | 30         |
| 8        | Daniel Ricciardo  | Red Bull-Renault     | 1:27,782  | +1,968    | 16         |
| 9        | Jenson Button     | McLaren-Mercedes     | 1:27,804  | +1,990    | 27         |
| 10       | Felipe Massa      | Williams-Mercedes    | 1:27,960  | +2,146    | 24         |
| 11       | Esteban Gutiérrez | Sauber-Ferrari       | 1:27,967  | +2,153    | 25         |
| 12       | Nico Hülkenberg   | Force India-Mercedes | 1:28,101  | +2,287    | 28         |
| 13       | Danyiil Kvjat     | Toro Rosso-Renault   | 1:28,208  | +2,394    | 32         |
| 14       | Pastor Maldonado  | Lotus-Renault        | 1:28,266  | +2,452    | 28         |
| 15       | Valtteri Bottas   | Williams-Mercedes    | 1:28,330  | +2,516    | 21         |
| 16       | Sergio Pérez      | Force India-Mercedes | 1:28,376  | +2,562    | 24         |
| 17       | Romain Grosjean   | Lotus-Renault        | 1:28,593  | +2,779    | 24         |
| 18       | Adrian Sutil      | Sauber-Ferrari       | 1:29,025  | +3,211    | 23         |
| 19       | Kobajasi Kamui    | Caterham-Renault     | 1:30,363  | +4,549    | 30         |
| 20       | Marcus Ericsson   | Caterham-Renault     | 1:30,892  | +5,078    | 24         |
| 21       | Max Chilton       | Marussia-Ferrari     | 1:31,004  | +5,190    | 5          |
| 22       | Jules Bianchi     | Marussia-Ferrari     | 1:31,248  | +5,434    | 20         |

### Második szabadedzés
A magyar nagydíj második szabadedzését július 25-én, pénteken délután tartották.
| helyezés | versenyző         | csapat/motor         | elért idő | különbség | futott kör |
| -------- | ----------------- | -------------------- | --------- | --------- | ---------- |
| 1        | Lewis Hamilton    | Mercedes             | 1:24,482  | −         | 38         |
| 2        | Nico Rosberg      | Mercedes             | 1:24,720  | +0,238    | 38         |
| 3        | Sebastian Vettel  | Red Bull-Renault     | 1:25,111  | +0,629    | 33         |
| 4        | Fernando Alonso   | Ferrari              | 1:25,437  | +0,955    | 26         |
| 5        | Kevin Magnussen   | McLaren-Mercedes     | 1:25,580  | +1,098    | 34         |
| 6        | Kimi Räikkönen    | Ferrari              | 1:25,730  | +1,248    | 30         |
| 7        | Daniel Ricciardo  | Red Bull-Renault     | 1:25,983  | +1,501    | 29         |
| 8        | Valtteri Bottas   | Williams-Mercedes    | 1:25,999  | +1,517    | 37         |
| 9        | Jenson Button     | McLaren-Mercedes     | 1:26,234  | +1,752    | 33         |
| 10       | Felipe Massa      | Williams-Mercedes    | 1:26,402  | +1,920    | 18         |
| 11       | Danyiil Kvjat     | Toro Rosso-Renault   | 1:26,689  | +2,207    | 42         |
| 12       | Jean-Éric Vergne  | Toro Rosso-Renault   | 1:26,703  | +2,221    | 37         |
| 13       | Nico Hülkenberg   | Force India-Mercedes | 1:26,789  | +2,307    | 39         |
| 14       | Adrian Sutil      | Sauber-Ferrari       | 1:26,919  | +2,437    | 41         |
| 15       | Sergio Pérez      | Force India-Mercedes | 1:27,013  | +2,531    | 39         |
| 16       | Pastor Maldonado  | Lotus-Renault        | 1:27,019  | +2,537    | 40         |
| 17       | Romain Grosjean   | Lotus-Renault        | 1:27,021  | +2,539    | 14         |
| 18       | Esteban Gutiérrez | Sauber-Ferrari       | 1:27,480  | +2,998    | 32         |
| 19       | Kobajasi Kamui    | Caterham-Renault     | 1:28,370  | +3,888    | 35         |
| 20       | Jules Bianchi     | Marussia-Ferrari     | 1:28,469  | +3,987    | 26         |
| 21       | Max Chilton       | Marussia-Ferrari     | 1:28,586  | +4,104    | 35         |
| 22       | Marcus Ericsson   | Caterham-Renault     | 1:29,036  | +4,554    | 34         |

### Harmadik szabadedzés
A magyar nagydíj harmadik szabadedzését július 26-án, szombaton délelőtt tartották.
| helyezés | versenyző         | csapat/motor         | elért idő | különbség | futott kör |
| -------- | ----------------- | -------------------- | --------- | --------- | ---------- |
| 1        | Lewis Hamilton    | Mercedes             | 1:24,048  | −         | 21         |
| 2        | Nico Rosberg      | Mercedes             | 1:24,095  | +0,047    | 24         |
| 3        | Sebastian Vettel  | Red Bull-Renault     | 1:24,455  | +0,407    | 16         |
| 4        | Daniel Ricciardo  | Red Bull-Renault     | 1:24,678  | +0,630    | 15         |
| 5        | Valtteri Bottas   | Williams-Mercedes    | 1:24,685  | +0,637    | 21         |
| 6        | Fernando Alonso   | Ferrari              | 1:24,769  | +0,721    | 11         |
| 7        | Kimi Räikkönen    | Ferrari              | 1:24,818  | +0,770    | 19         |
| 8        | Kevin Magnussen   | McLaren-Mercedes     | 1:24,867  | +0,819    | 21         |
| 9        | Jean-Éric Vergne  | Toro Rosso-Renault   | 1:25,162  | +1,114    | 17         |
| 10       | Danyiil Kvjat     | Toro Rosso-Renault   | 1:25,170  | +1,122    | 19         |
| 11       | Felipe Massa      | Williams-Mercedes    | 1:25,231  | +1,183    | 18         |
| 12       | Jenson Button     | McLaren-Mercedes     | 1:25,468  | +1,420    | 14         |
| 13       | Pastor Maldonado  | Lotus-Renault        | 1:25,829  | +1,781    | 22         |
| 14       | Romain Grosjean   | Lotus-Renault        | 1:25,859  | +1,811    | 19         |
| 15       | Adrian Sutil      | Sauber-Ferrari       | 1:25,934  | +1,886    | 21         |
| 16       | Esteban Gutiérrez | Sauber-Ferrari       | 1:26,023  | +1,975    | 23         |
| 17       | Nico Hülkenberg   | Force India-Mercedes | 1:26,035  | +1,987    | 19         |
| 18       | Sergio Pérez      | Force India-Mercedes | 1:26,142  | +2,094    | 17         |
| 19       | Kobajasi Kamui    | Caterham-Renault     | 1:27,560  | +3,512    | 23         |
| 20       | Max Chilton       | Marussia-Ferrari     | 1:28,083  | +4,035    | 17         |
| 21       | Marcus Ericsson   | Caterham-Renault     | 1:28,605  | +4,557    | 22         |
| 22       | Jules Bianchi     | Marussia-Ferrari     | 1:28,821  | +4,773    | 14         |

## Időmérő edzés
A magyar nagydíj időmérő edzését július 26-án, szombaton futották.
| helyezés              | rajtszám | versenyző         | csapat/motor         | 1. rész    | 2. rész  | 3. rész    | rajthely   | futott kör |
| --------------------- | -------- | ----------------- | -------------------- | ---------- | -------- | ---------- | ---------- | ---------- |
| 1                     | 6        | Nico Rosberg      | Mercedes             | 1:25,227   | 1:23,310 | 1:22,715   | 1          | 20         |
| 2                     | 1        | Sebastian Vettel  | Red Bull-Renault     | 1:25,662   | 1:23,606 | 1:23,201   | 2          | 16         |
| 3                     | 77       | Valtteri Bottas   | Williams-Mercedes    | 1:25,690   | 1:23,776 | 1:23,354   | 3          | 19         |
| 4                     | 3        | Daniel Ricciardo  | Red Bull-Renault     | 1:25,495   | 1:23,676 | 1:23,391   | 4          | 18         |
| 5                     | 14       | Fernando Alonso   | Ferrari              | 1:26,087   | 1:24,249 | 1:23,909   | 5          | 17         |
| 6                     | 19       | Felipe Massa      | Williams-Mercedes    | 1:26,592   | 1:24,030 | 1:24,223   | 6          | 19         |
| 7                     | 22       | Jenson Button     | McLaren-Mercedes     | 1:26,612   | 1:24,502 | 1:24,294   | 7          | 21         |
| 8                     | 25       | Jean-Éric Vergne  | Toro Rosso-Renault   | 1:24,941   | 1:24,637 | 1:24,720   | 8          | 19         |
| 9                     | 27       | Nico Hülkenberg   | Force India-Mercedes | 1:26,149   | 1:24,647 | 1:24,775   | 9          | 22         |
| 10                    | 20       | Kevin Magnussen   | McLaren-Mercedes     | 1:26,578   | 1:24,585 | idő nélkül | boxutca[1] | 13         |
| 11                    | 26       | Danyiil Kvjat     | Toro Rosso-Renault   | 1:25,361   | 1:24,706 |            | 10         | 14         |
| 12                    | 99       | Adrian Sutil      | Sauber-Ferrari       | 1:26,027   | 1:25,136 |            | 11         | 12         |
| 13                    | 11       | Sergio Pérez      | Force India-Mercedes | 1:25,910   | 1:25,211 |            | 12         | 11         |
| 14                    | 21       | Esteban Gutiérrez | Sauber-Ferrari       | 1:25,709   | 1:25,260 |            | 13         | 10         |
| 15                    | 8        | Romain Grosjean   | Lotus-Renault        | 1:26,136   | 1:25,337 |            | 14         | 16         |
| 16                    | 17       | Jules Bianchi     | Marussia-Ferrari     | 1:26,728   | 1:27,419 |            | 15         | 14         |
| 17                    | 7        | Kimi Räikkönen    | Ferrari              | 1:26,792   |          |            | 16         | 5          |
| 18                    | 10       | Kobajasi Kamui    | Caterham-Renault     | 1:27,139   |          |            | 17         | 10         |
| 19                    | 4        | Max Chilton       | Marussia-Ferrari     | 1:27,819   |          |            | 18         | 7          |
| 20                    | 9        | Marcus Ericsson   | Caterham-Renault     | 1:28,643   |          |            | 19         | 10         |
| 107%-os idő: 1:30,886 |          |                   |                      |            |          |            |            |            |
| 21                    | 44       | Lewis Hamilton    | Mercedes             | idő nélkül |          |            | boxutca[2] | 2          |
| 22                    | 13       | Pastor Maldonado  | Lotus-Renault        | idő nélkül |          |            | 20[3]      | 1          |

Megjegyzés:
- ↑ 1:  — Kevin Magnussen autójában váltót és karosszériát kellett cserélni, ezért a bokszutcából rajtolt.[3]
- ↑ 2:  — Lewis Hamilton autója az időmérő során kigyulladt, így nem tudott mért kört futni. Az autójában karosszériát, váltót és motort is cserélni kellett, ezért a bokszutcából rajtolt.[4][5]
- ↑ 3:  — Pastor Maldonado műszaki hiba miatt nem teljesített mért kört az időmérő edzésen, de megkapta a rajtengedélyt.[6]

## Futam
A magyar nagydíj futama július 27-én, vasárnap rajtolt.
| helyezés | rajtszám | versenyző         | csapat/motor         | futott kör | idő/kiesés oka    | rajthely | pont |
| -------- | -------- | ----------------- | -------------------- | ---------- | ----------------- | -------- | ---- |
| 1        | 3        | Daniel Ricciardo  | Red Bull-Renault     | 70         | 1:53:05,058       | 4        | 25   |
| 2        | 14       | Fernando Alonso   | Ferrari              | 70         | +5,225            | 5        | 18   |
| 3        | 44       | Lewis Hamilton    | Mercedes             | 70         | +5,857            | 22       | 15   |
| 4        | 6        | Nico Rosberg      | Mercedes             | 70         | +6,361            | 1        | 12   |
| 5        | 19       | Felipe Massa      | Williams-Mercedes    | 70         | +29,841           | 6        | 10   |
| 6        | 7        | Kimi Räikkönen    | Ferrari              | 70         | +31,491           | 16       | 8    |
| 7        | 1        | Sebastian Vettel  | Red Bull-Renault     | 70         | +40,964           | 2        | 6    |
| 8        | 77       | Valtteri Bottas   | Williams-Mercedes    | 70         | +41,344           | 3        | 4    |
| 9        | 25       | Jean-Éric Vergne  | Toro Rosso-Renault   | 70         | +58,527           | 8        | 2    |
| 10       | 22       | Jenson Button     | McLaren-Mercedes     | 70         | +1:07,280         | 7        | 1    |
| 11       | 99       | Adrian Sutil      | Sauber-Ferrari       | 70         | +1:08,169         | 11       |      |
| 12       | 20       | Kevin Magnussen   | McLaren-Mercedes     | 70         | +1:18,465         | 21       |      |
| 13       | 13       | Pastor Maldonado  | Lotus-Renault        | 70         | +1:24,024         | 20       |      |
| 14       | 26       | Danyiil Kvjat     | Toro Rosso-Renault   | 69         | +1 kör            | 10       |      |
| 15       | 17       | Jules Bianchi     | Marussia-Ferrari     | 69         | +1 kör            | 15       |      |
| 16       | 4        | Max Chilton       | Marussia-Ferrari     | 69         | +1 kör            | 18       |      |
| ki       | 21       | Esteban Gutiérrez | Sauber-Ferrari       | 32         | ERS               | 13       |      |
| ki       | 10       | Kobajasi Kamui    | Caterham-Renault     | 24         | üzemanyagrendszer | 17       |      |
| ki       | 11       | Sergio Pérez      | Force India-Mercedes | 22         | baleset           | 12       |      |
| ki       | 27       | Nico Hülkenberg   | Force India-Mercedes | 14         | baleseti sérülés  | 9        |      |
| ki       | 8        | Romain Grosjean   | Lotus-Renault        | 10         | baleset           | 14       |      |
| ki       | 9        | Marcus Ericsson   | Caterham-Renault     | 7          | baleset           | 19       |      |

## A világbajnokság állása a verseny után
| H   | Versenyzők       | Pont | H   | Konstruktőrök        | Pont |
| --- | ---------------- | ---- | --- | -------------------- | ---- |
| 1.  | Nico Rosberg     | 202  | 1.  | Mercedes             | 393  |
| 2.  | Lewis Hamilton   | 191  | 2.  | Red Bull-Renault     | 219  |
| 3.  | Daniel Ricciardo | 131  | 3.  | Ferrari              | 142  |
| 4.  | Fernando Alonso  | 115  | 4.  | Williams-Mercedes    | 135  |
| 5.  | Valtteri Bottas  | 95   | 5.  | Force India-Mercedes | 98   |
| 6.  | Sebastian Vettel | 88   | 6.  | McLaren-Mercedes     | 97   |
| 7.  | Nico Hülkenberg  | 69   | 7.  | Toro Rosso-Renault   | 17   |
| 8.  | Jenson Button    | 60   | 8.  | Lotus-Renault        | 8    |
| 9.  | Felipe Massa     | 40   | 9.  | Marussia-Ferrari     | 2    |
| 10. | Kevin Magnussen  | 37   | 10. | Sauber-Ferrari       | 0    |

(A teljes táblázat)

## Statisztikák
- Vezető helyen:
  - Nico Rosberg: 9 kör (1-9)
  - Daniel Ricciardo: 32 kör (10-13), (15-23), (39-54) és (68-70)
  - Jenson Button: 1 kör (14)
  - Fernando Alonso: 27 kör (24-37) és (55-67)
  - Lewis Hamilton: 1 kör (38)
- Daniel Ricciardo 2. győzelme.
- Nico Rosberg 10. pole-pozíciója és 8. leggyorsabb köre.
- A Red Bull 49. győzelme.
- Daniel Ricciardo 5., Fernando Alonso 97., Lewis Hamilton 63. dobogós helyezése.